# Млиновский район
Мли́новский район (укр. Млинівський район) — упразднённая административно-территориальная единица на юго-западе Ровненской области Украины. 17 июля 2020 года в результате административно-территориальной реформы был включён в состав Дубенского района. Административный центр — посёлок городского типа Млинов.

## История
Образован 17 января 1940 года в составе Ровенской области Украинской ССР, на территории бывшей сельской гмины Млинов Дубенского повята Волынского воеводства. 21 января 1959 года к Млиновскому району была присоединена часть территории упразднённого Острожецкого района. В ходе хрущёвской административной реформы, в 1962 году район был укрупнён за счёт присоединения к нему территории Демидовского района. В 1966 году 3 сельских совета Млиновского района вошли в состав восстановленного Червоноармейского района. В 1995 году был восстановлен Демидовский район.
17 июля 2020 года в результате административно-территориальной реформы район вошёл в состав Дубенского района. На его территории были сформированы Бокиймовская, Млиновская, Острожецкая, Подлозцевская и Ярославичская территориальные общины. Территория Николаевского сельского совета вошла в состав Повчанской сельской общины.

## Демография
Население района составляло 37 059 человек (2019 г.), в том числе в городских условиях проживают 8 256 человек.

## Административное устройство
На момент упразднения район включал в себя:

Количество советов:
- поселковых — 1;
- сельских — 29.

Количество населённых пунктов:
- посёлков городского типа — 1;
- сёл — 92.